# Hóa Tiến
Hóa Tiến là một xã thuộc huyện Minh Hóa, tỉnh Quảng Bình, Việt Nam.

## Địa lý
Hóa Tiến nằm ở phía Bắc huyện Minh Hóa, có vị trí địa lý như sau:
- Phía Bắc giáp xã Hóa Thanh và Hóa Phúc
- Phía Tây giáp xã Hóa Thanh
- Phía Nam và phía Đông giáp xã Hóa Hợp

Xã Hóa Tiến có diện tích 26,32 km², dân số năm 2019 là 2.751 người, mật độ dân số đạt 105 người/km².